# Schwedische Badmintonmeisterschaft 2016
Die Schwedische Badmintonmeisterschaft 2016 fand vom 5. bis zum 7. Februar 2016 in Trollhättan statt.

## Medaillengewinner
| Disziplin    | Gold                           | Silber                          | Bronze                           |
| ------------ | ------------------------------ | ------------------------------- | -------------------------------- |
| Herreneinzel | Gabriel Ulldahl                | Jacob Nilsson                   | Mikael Westerbäck                |
| Herreneinzel | Gabriel Ulldahl                | Jacob Nilsson                   | Sakti Kusuma                     |
| Dameneinzel  | Larissa Gryga                  | Johanna Magnusson               | Emma Karlsson                    |
| Dameneinzel  | Larissa Gryga                  | Johanna Magnusson               | Rebecca Kuhl                     |
| Herrendoppel | Sebastian Gransbo Peder Nordin | Richard Eidestedt Andi Hartono  | Magnus Sahlberg Emil Welinder    |
| Herrendoppel | Sebastian Gransbo Peder Nordin | Richard Eidestedt Andi Hartono  | Adam Gozzi Carl Harrbacka        |
| Damendoppel  | Clara Nistad Emma Wengberg     | Emma Karlsson Johanna Magnusson | Madeleine Persson Stina Runesson |
| Damendoppel  | Clara Nistad Emma Wengberg     | Emma Karlsson Johanna Magnusson | Moa Sjöö Elin Svensson           |
| Mixed        | Filip Myhrén Emma Wengberg     | Patrik Lundqvist Berfin Aslan   | Andi Hartono Louise Eriksson     |
| Mixed        | Filip Myhrén Emma Wengberg     | Patrik Lundqvist Berfin Aslan   | Mattias Norell Ellen Skott       |